# 田中久也
田中 久也（たなか ひさなり、1970年3月14日 - ）はクリエイティブディレクター、演出家、テレビディレクター。東京都台東区東上野出身。
専修大学法学部卒業後、日本テレビエンタープライズに就職、独立し日本のテレビディレクター、演出家、映像クリエーターをつとめる。

## 人物
信条は、夢中になる事。何事にも『ハマる』事こそがカッコいいと思っている。ジャンルに関係なく、今ここに無いものは何かという事を常に日常の中で探している。自分でルールを作る事が得意で、これと思ったら周りが見えなくなり嫌われる事を恐れず進む。とにかく遊びから刺激される事が多く、そこに興味やハマれる要素があればすぐ企画で提案し実行する。

## 受賞＆ノミネート
2019年　AbemaTV AWARDS新人賞『全日本パリピ選手権』
2013年　NTV 社長賞『週末のシンデレラ!世界弾丸トラベラー!!』
1998年　NTV『峰竜太のホンの昼飯前』『『取材拒否の店』など

## 経歴

### 生い立ち
父親は業界人『11PM』『シャボン玉ホリデー』『スター誕生』『ピロンの園』などを手がけた日本テレビの美術プロデューサー（通称：ピロン）番組シャボン玉ホリデーの収録中、高輪プリンスホテルのプールサイドにいた母に声をかけ結婚し、1970年久也誕生。浅草・浅草寺幼稚園出身、下町のサラブレットと言われ東MAXと同級生。台東区立西町小学校卒、港区立高松中学校を卒業した東京生まれの東京育ち。中学時代バスケットボールが得意で港区で２大会優勝、13歳の時ハワイでサーフィンに出会い、サーフ系ファッションやサーフスタイルに夢中になり電車サーファー。高校１年夏、湘南・鵠沼海岸に1人暮らしをはじめサーフィン三昧（所属：DropOut Matahari）高校時代は渋谷の「ジャック&ベティー」に集まり情報交換、当時『アメカジ』ファッションが雑誌者の目にとまりHotDogなどの読者モデルを経験。遊び仲間集団チーム結成も注目を浴びた。

### 大学時代〜業界への憧れ
テレビ番組『11PM』の生放送中司会の愛川欽也さんと父親が日テレ退社宣言。その入れ替えで父親の提案でテレビ局の報道局でアルバイトを始める18歳。担当番組『ニュースプラス1』『今日の出来事』などのニュースキャスターの原稿をコピーする事が仕事。サーファーでロンゲだった事から局内でインディアンと呼ばれアルバイト学生チーフまで務めた。憧れのテレビマンG氏との出会いをきっかけに報道番組部のADとして配属。その番組が『CAPA』、その後『ナイトエキスプレス』皇室特別番組『即位の礼』『報道スクープ1990』『世界衝撃スクープ映像』などのゴールデンタイム枠のADを経験。この時、番組エンドロールに自分の名前が載った事に感動を覚え、父親と同じテレビマンを目指すことを決意。（当時姉はテレビ局でCMを送出するCM部にいた。）アルバイト3年目、制作局の音楽番組やバラエティ番組のADに配属、担当番組は『爆発なべしま部屋』お尻でジャンケンする『Tバックジャンケン』が話題を呼んだ。その後石田純一さん司会で東京の遊び人が集結した番組『東京遊民』では「業界人」の楽しさを学んだ。４年間テレビ局で働き、愛車SAAB 9000ターボを乗り回し、姉とDISCOで遊びまくった学生時代も終盤を迎え、残りの学生生活をバリ島やサンディエゴでサーフィンしながら過ごし学生卒業。そのまま日本テレビの関連会社へ就職。

### 就職〜独立へ
『日本テレビエンタープライズ』（現：株式会社アックスオン）に入社後結婚、６年間サラリーマンディレクターを経て29歳独立決意。この独立をキッカケに、ジャンルを越えたコンテンツを手がける演出家になる。退社後はサンディエゴでサーフィン＆ビンテージ古着の買い付けなどで気分転換。その後待望の子供が生まれ慌てて仕事復帰。渋谷系音楽バラエティ番組『チェキラ』サーフマガジン『Fine』を映像化したサーフィンビデオが大ヒット。30歳の頃日本初と言われた日本全国温泉動画サイト『ゆったり.com』を開局、日本中の温泉を撮影し編集、演出を務めた。CS日テレ開局企画番組『及川奈央のぶっかけイッたっしょ！』では放送した28本のコンテンツをDVDで販売し話題となった。テレビ東京制作のアイドル番組『水着少女』は番組収録の禁断の裏側を月刊雑誌で公開し発売。日本テレビ最大のオーディション音楽番組を演出、東野幸治さんMCの『歌スタ！！』番組から『木山裕策home』が紅白に出場し話題となる。34歳の時、エスカレーターの手すり広告施行会社を立ち上げた。その後、『マイケル・ジャクソン』のドキュメンタリー番組や『アントニオ猪木公式チャンネル』、東京ゲームショーe-スポーツの舞台演出、震災チャリティー募金『ハピチャリプロジェクト』WEBムービー、AbemaTV宴会飲み芸コンテスト『日本全国パリピ選手権』など数々のコンテンツを演出。現在熱中していることは日本の叡智。才能ある人の技術やサービスを動画化しWEB展開。今まで以上に個性を活かし、時代のニーズに対応すべくソフト制作に力を入れる。

## おもな作品

### 学生時代に担当した番組
NTV『ニュースプラス1』報道局
　　　■ニュース原稿スーパーの発注
NTV『今日の出来事』報道局
　　　■サブコンに座りスーパー出し担当
NTV『CAPA』報道番組部報道バラエティ
　　　■番組オープニング制作に参加
NTV『ナイトエキスプレス』報道番組部報道バラエティ
　　　■番組内でなぜか度々出演、素材管理担当
NTV『即位の礼』皇室特別番組
　　　■中継のVTR出しを担当
NTV『報道スクープ1990』年末報道特番
　　　■放送素材の管理
NTV『世界衝撃スクープ映像』年末特番
　　　■世界の映像を放送変換担当
NTV『爆発なべしま部屋』制作バラエティ
　　　■Tバックでジャンケンする出場者キャスティング
NTV『東京遊民』制作バラエティ
　　　■遊び人が通う店の裏メニューを取材
NTV『M-ステージ』音楽番組
　　　■新人アーティストのコメント撮影

### サラリーマン時代に担当した番組
NTV『みんなでがんばって行こう!』司会久本さんブラザー・トム
　　■深夜にスノーボードを生中継：ディレクターデビュー
NTV『M-ステージ』月曜〜金曜の帯音楽番組
■ 東京のクラブDJおすすめ曲をランキングで紹介
NTV『ザ・ワイド』お昼のワイドショー：司会：草野仁
NTV『峰竜太のホンの昼メシ前』情報番組：司会：峰竜太
　　　■デパ地下対決ラーメン対決、取材拒否の店、峰ランチ担当

◆2000年〜主な演出ディレクター作品
■ NTV『チェキラ』
■ テレビ東京『ぶらっとピーポー』
■ NTV『AX MUSIC-TV 00〜音市〜』
■ テレビ東京『テンパイ学園』
■ NTV『AX MUSIC-TV 00〜ベタヅキ〜』
■ テレビ東京『水着少女』
■ NTV『AX MUSIC-TV 01〜情熱行脚〜』
■ WEB動画サイト「ゆったり.COM」日本全国温泉動画サイト開局
■ テレビ東京『THE占い』
■ CS日テレ『及川奈央のぶっかけイッたっしょ！』
■ NTV『AX MUSIC-TV01』WEEKLY COUNTDOWN
■ NTV『音楽戦士MUSIC FIGHTER』
■ NHK『デジタル・スタジオ』
■ NTV『アマプロチャリティートーナメントサントリーゴルフ』
■ CX『ギャル曽根!世界を食いつくす!!』
■ NTV『歌スタ!!』
■ NTV『Gスタ!!』
■ NTV『音燃え！』
■ NHK-BS『熱中夜話』
■ NTV『シュガーヒルストリート』
■ NTV『バリオク！』
■ NTV『オジサンズ11』
■ NTV『ぶっコギ！』
■ NTV『ビバ！腹キュン大飯店』
■ NTV『弟子っちょピカ丸』
■ NTV『クチコミ戦隊つぶやくんジャー』
■ MXテレビ『つんつべ♂』
■ BeeTV『アントニオ猪木のビンタカメラ』
■ ニコニコ公式動画公式ch『アントニオ猪木の1,2,3ダー！！』
■ BS11『アントニオ猪木新春SP 元気ですか！！ニッポン』
■ WebTV『KABA.ちゃんの彼氏募集』
■ WebTV『ビット・キャッシュチャンネル』
■ 東京ゲームショー展示ブース舞台演出
■ CX『マイケルジャクソン死の真相』
■ NTV『週末のシンデレラ　世界！弾丸トラベラー』
■ テレビ東京『海外行くならこーでね〜と！』
■ BS-TBS『大人が気になるテレビ』
■ BS-フジ『MUSE×MUSE』
■ BS-TBS『こころふれあい紀行〜音と匠の旅』
■ CX『イナズマロックフェス』
■ GYAO!『クラフト兄弟』
■ GYAO!『フェス飯大喰いモンスター』
■ BS-TBS『ゴルラボ.TV』
■ テレビ東京『アイデアの方程式』
■ 広島テレビ『伊沢利光の熱血ゴルフ』
■ AbemaTV『全日本女子パリピ選手権』
■ AbemaTV『全日本４都市パリピ選手権』
■ AbemaTV『全日本グランドチャンピオンパリピ選手権』
■AbemaTV『全日本女子ハロウィンパリピ選手権』
■ NTV『日テレアップDate!』
■ キャバクラ専門マガジン『デイジー』
■ エスカレーター広告施行会社設立
■ 企業CM『ビット・キャッシュ』
■ イベントCM『門司港DISCO』
■ サーフィンビデオ『GO!GO!ファイン』
■ 企業CM『ウッドストック』
■ PV『プリンスDISCO』
■ PV『ロックペーパーフォト』ファインアートビデオ
■ PV『まるごとにっぽん浅草』
■ PV『キャビアハウス』銀座東急店舗
■ PV「コーワテック」
他